# دانيال د. ماكراكين
دانيال د. ماكراكين (بالإنجليزية: Daniel D. McCracken)‏ هو عالم حاسوب أمريكي، ولد في 23 يوليو 1930 في مقاطعة جوديث باسين في الولايات المتحدة، وتوفي في 30 يوليو 2011 في نيويورك في الولايات المتحدة بسبب سرطان.